# Косточки
Ко́сточки —  село в Україні, у Полтавській міській громаді Полтавського району Полтавської області. Населення становить 11 осіб. До 2020 орган місцевого самоврядування — Пальчиківська сільська рада.

## Географія
Село Косточки знаходиться на правому березі річки Полузір'я, вище за течією на відстані 2,5 км розташоване село Карпусі, нижче за течією на відстані 3 км розташоване село Андріївка (Решетилівська міська громада), на протилежному березі - село Васьки. Поруч проходить автомобільна дорога М03.

## Історія
12 червня 2020 року, відповідно до розпорядження Кабінету Міністрів України № 721-р «Про визначення адміністративних центрів та затвердження територій територіальних громад Полтавської області», село увійшло до складу Полтавської міської громади.
19 липня 2020 року, в результаті адміністративно - територіальної реформи та ліквідації Полтавського району (1925—2020), село увійшло до складу новоутвореного Полтавського району.